# Marko Albert
Marko Albert (Tallinn, 26 juni 1979) is een professioneel Estisch triatleet. Hij werd tweemaal jeugdkampioen en meervoudig nationaal kampioen. Ook nam hij tweemaal deel aan de Olympische Spelen, maar won hierbij geen medailles.
Albert doet aan triatlons sinds herfst 1997 (bron persoonlijke website). Albert deed mee aan de triatlon op de Olympische Zomerspelen 2004 in Athene. Hier behaalde hij een 26e plaats in een totaal tijd van 1:57.02,88. Vier jaar later moest hij op de Olympische Zomerspelen 2008 in Peking genoegen nemen met een 41e plaats in 1:54.13,58.
Hij is aangesloten bij Triatloniklubi 21 CC Tallinn.

## Titels
- Estisch kampioen triatlon - 2001, 2002
- Wereldjeugdkampioen triatlon - 2001, 2004

## Palmares

### Triatlon
- 2001:  WK jeugd
- 2002: 6e ITU wereldbekerwedstrijd in Corner Brook
- 2003: 11e internationale triatlon in Brno
- 2004:  WK jeugd
- 2004: 21e Olympische Spelen van Athene
- 2004:  ITU wereldbekerwedstrijd in Rio
- 2004: 8e ITU wereldbekerwedstrijd in Tiszaujvaros
- 2004: 9e ITU wereldbekerwedstrijd in Corner Brook
- 2005: 50e WK olympische afstand in Gamagōri - 1:55.50
- 2006:  ITU wereldbekerwedstrijd in New Plymouth
- 2006: 38e WK in Lausanne - 1:56.42
- 2008: 41e Olympische Spelen van Peking